# Lectrides varians
Lectrides varians är en nattsländeart som beskrevs av Mosely in Mosely och Douglas E. Kimmins 1953. Lectrides varians ingår i släktet Lectrides och familjen långhornssländor. Inga underarter finns listade i Catalogue of Life.